# 阿普爾河 (伊利諾伊州)
阿普爾河（英語：Apple River）是位於美國伊利諾伊州喬戴維斯縣的一個村落。

## 地理
阿普爾河的座標為42°30′11″N 90°05′50″W / 42.50306°N 90.09722°W，而該地最高點為海拔高度308米（即1010英尺）。

## 人口
根據2010年美國人口普查的數據，阿普爾河的面積為1.82平方千米，當中陸地面積為1.82平方千米，而水域面積為0.00平方千米。當地共有人口366人，而人口密度為每平方千米201人。